# Romanistika
Romanistika je lingvistická věda zabývající se románskými jazyky, tj. jazyky vyvinuvšími se z latiny. Název románský má původ u Římanů, kteří dobýváním a kolonizací rozšířili svůj mateřský jazyk latinu po velké části tehdy známého světa, podmiňujíce tím vznik a vývoj celé řady jednotlivých jazyků pramenících z latiny. Některé z nich se liší od latiny více, některé méně.

## Obsah romanistiky
Jako každá jiná jazykověda (filologie) se i romanistika dělí do tří oborů:
- Deskriptivní jazykověda se zabývá všeobecnými, základními aspekty lingvistiky jakož i aktuálním postavením a strukturou daného jazyka. Obsahem deskriptivní jazykovědy jsou např.:rozšíření a používání jazyka, fonetická a gramatická soustava atd.
- Historická jazykověda zkoumá původ, vývoj a rozvoj daného jazyka, čili okolnosti, změnu ve struktuře atd.
- Literární věda má zřetel na literaturu daného jazyka, jak na historickou, tak na současnou.
- Reálie zemích, kde se mluví románskými jazyky.

## Dílčí oblasti romanistiky
Každému jednotlivému jazyku se věnuje vlastní disciplína, z nichž některé nesou i vlastní názvy:
- francouzská filologie (francouzština)
- hispanistika (španělština),
- lusitanistika (portugalština, z historického názvu Portugalska Lusitánie),
- italianistika (italština)
- rumunistika (rumunština)

## Čeští romanisté
- Pavel Beneš (1907–1985), rumunista
- Jiří Černý
- Václav Černý
- Josef Dubský
- Josef Forbelský
- Sylva Hamplová
- Prokop Miroslav Haškovec
- Jan Urban Jarník
- Adolf Kellner
- Otakar Levý
- Jiří Našinec
- Jan Šabršula
- Libuše Valentová

## Příbuzné obory
S romanistikou přímo sousedí následující vědy:
- historie,
- geografie,
- etnologie,
- srovnávací lingvistika,
- obecná lingvistika,
- srovnávací literární věda,
- filosofie,
- anglistika,
- germanistika,
- slavistika,
- bohemistika